# Kościół Podwyższenia Krzyża Świętego w Stanominie
Kościół pw. Podwyższenia Krzyża Świętego w Stanominie – rzymskokatolicki kościół parafialny należący do dekanatu Białogard, diecezji koszalińsko-kołobrzeskiej, metropolii szczecińsko-kamieńskiej, w Stanominie, w województwie zachodniopomorskim.

## Historia
Świątynia została wybudowana w 1572. Kolejne przebudowy miały miejsce w XVIII (budowa nawy głównej) oraz XIX wieku.

## Architektura
Świątynia zbudowana w stylu późnogotyckim. Całość opiera się na planie krzyża łacińskiego z prostokątnym prezbiterium i jedną nawą. Przebudowa w 1834 nadała dzisiejszy kształt budowli.

## Wyposażenie
Wśród zabytków na wyposażeniu kościoła znajdują się:
- drewniany ołtarz z 1731 r.,
- drewniana rzeźbiona ambona z 1657 r.,
- drewniana chrzcielnica z XVIII w.,
- epitafia piaskowcowe z marmurowymi tablicami,
- płyta nagrobna z piaskowca.